# Joseph Ettinger
Joseph Ettinger, magyarosan Ettinger József (Nagyszeben, 1786. december 10. – Nagyszeben, 1841. november 11.) evangélikus lelkész.

## Élete
A nagyszebeni gimnázium elvégzése után 1811. szeptember 11-étől a jénai egyetem hallgatója volt; 1812-ben tért vissza Nagyszebenbe, ahol gimnáziumi tanár és lelkész lett. 1828-ban kiadott Der deutsche Kinderfreund című olvasókönyvét az erdélyi evangélikus egyház konzisztóriuma tananyagul ajánlotta az összes erdélyi szász iskolának. 1831. június 8-án a kistoronyi (Neppendorf) község hívta meg lelkészének.

## Munkái
- Der deutsche Kinderfreund. Ein Lesebuch für Volksschulen von F. P. Wilmsen. Zum Gebrauch für die siebenb. Volksschulen eingerichtet. Hermannstadt, 1828. (2. kiadás. Hermannstadt, 1846.)
- Kurze Geschichte der ersten Einwanderung ober-österreichischer evangelischer Glaubensbrüder nach Siebenburgen, in einem Vortrage an seine Gemeinde. Hermannstadt, 1835.
- Numophilacii Gymnasii Cib. A. C. add. Descriptio. Fasc. I. Sibinii, 1845.